# Marin Bukvić
Marin Bukvić (Virovitica, 9. ožujka 1989.) hrvatski je kazališni, filmski i televizijski glumac te sveučilišni specijalist dramske pedagogije. Redoviti je član Hrvatskog društva dramskih umjetnika u svojstvu dramskog umjetnika – glumca.

## Životopis
U području scenskih umjetnosti školovao se u Hrvatskoj, Europi (Berlin, London, Madrid, Amsterdam) i Americi (New York, Los Angeles, San Francisco). Pripadnik je prve generacije sveučilišnih dramskih pedagoga u Hrvatskoj. Odigrao je preko dvadeset uloga u kazališnim predstavama te kratkometražnim i dugometražnim filmovima. Stalan je član zagrebačkog glazbeno scenskog ansambla Medley Teatra. Osnivač je i umjetnički voditelj glumačkog studija 'The Acting Studio' koji djeluju u sklopu Medley Teatra.
Godine 2012. na Filozofskom fakultetu Sveučilišta u Zagrebu upisuje doktorski studij Informacijskih i komunikacijskih znanosti. Sinopsis doktorske disertacije obranio je u rujnu 2017. godine. U ožujku 2020. na Sveučilištu u Zagrebu specijalizirao je dramsku pedagogiju obranivši završni rad Pedagoški rad u glumačkom studiju - ishodi i učinci u domenama umjetničkog te osobnog i socijalnog razvoja te stječe akademski naziv sveučilišni specijalist dramske pedagogije.